# Peperomia pubipetiola
Peperomia pubipetiola är en pepparväxtart som beskrevs av C. Dc.. Peperomia pubipetiola ingår i släktet peperomior, och familjen pepparväxter. Inga underarter finns listade i Catalogue of Life.